# Passeig Mallorca
El passeig Mallorca és un carrer ample situat al centre de Palma que discorre paral·lel al tram final del torrent de la Riera. Es construí aquest passeig quan es desvià el torrent fora de les murades de Palma, per la qual cosa, el passeig encara ara dibuixa una part del contorn de les antigues murades de la ciutat.
La circulació rodada es produeix als dos costats del torrent i també hi ha amples voravies. Va des de la plaça on hi ha el Baluard i la biblioteca de Ca'n Salas fins a les Avingudes, prop dels instituts Ramon Llull i Joan Alcover.